# Vinita Terrace
Vinita Terrace è stato un villaggio degli Stati Uniti d'America, situato nello Stato del Missouri, nella contea di St. Louis. Dal maggio 2017 è stato confluito nella città di Vinita Park.